# 奥野敏聡
奥野 敏聡（おくの としあき、1959年12月30日 - ）は、日本のアニメーションプロデューサー。オー・エル・エム・ベンチャーズ、プロダクション・アイジー取締役。北海道出身。

## 来歴・人物
法政大学経営学部を中退後、1980年10月にオービー企画へ入社しプロデューサーとして働く。1994年6月にオービー企画が抱えていたアニメスタジオであるパステルの神田修吉や数名のスタッフでオー・エル・エムを設立、奥野は代表取締役に就任する。
以降は『劇場版ポケットモンスター』シリーズをはじめとする多数の作品でプロデューサーなどを務めている。
1995年6月に株式会社オー・エル・エム・デジタル代表取締役、2010年8月にIGポート取締役、2012年10月にSprite Entertainment Inc.代表取締役・CEO、2017年1月に株式会社小学館ミュージック&デジタルエンタテイメント取締役、同年6月に株式会社オー・エル・エム・ベンチャーズ取締役（現任）、同年12月にOLM Asia SDN BHD取締役、2019年8月に株式会社プロダクション・アイジー取締役（現任）にそれぞれ就任している。
2024年4月1日付のIMAGICA GROUP人事異動に伴い、創業時より務めてきたオー・エル・エムとオー・エル・エム・デジタルの代表取締役社長を退任し取締役に就任（現在は退任、後任は取締役副社長の釜秀樹〈オー・エル・エム〉と常務取締役の坂美佐子〈オー・エル・エム・デジタル〉）。

## 主な参加作品

### テレビシリーズ
1993年
- 剣勇伝説YAIBA（-1994年、プロデューサー）

1995年
- 愛天使伝説ウェディングピーチ （-1996年、アニメーション・プロデューサー）
- モジャ公（-1997年、アニメーション・プロデューサー）

1997年
- 剣風伝奇ベルセルク（-1998年、プロデューサー）

1999年
- To Heart（チーフプロデューサー）

2001年
- こみっくパーティー（プロデューサー）
- フィギュア17 つばさ&ヒカル（-2002年、プロデューサー）
- カスミン（-2003年、アニメーションプロデューサー）

2002年
- PIANO（-2003年、プロデューサー）

2003年
- コロッケ!（-2005年、アニメーションプロデューサー）
- おもいっきり科学アドベンチャー そーなんだ!（-2004年、プロデューサー）
- 神魂合体ゴーダンナー!!（企画）

2004年
- 神魂合体ゴーダンナー!! SECOND SEASON（企画）
- モンキーターンシリーズ（モンキーターンプロジェクト（製作委員））
  - モンキーターン
  - モンキーターンV

- アガサ・クリスティーの名探偵ポワロとマープル（-2005年、アニメーションプロデューサー）

2005年
- ToHeart2（エグゼクティブプロデューサー）

2006年
- RAY THE ANIMATION（製作）
- うたわれるもの（エグゼクティブプロデューサー）

2008年
- イナズマイレブン（-2011年、スーパーバイザー）

2009年
- クロスゲーム（-2010年、スーパーバイザー）
- たまごっち!（-2012年、TeamたまごっちTV（製作委員））

2011年
- イナズマイレブンGO（-2012年、スーパーバイザー）

2012年
- イナズマイレブンGO クロノ・ストーン（スーパーバイザー）
- たまごっち! ゆめキラドリーム（TeamたまごっちTV（製作委員））

2015年
- かみさまみならい ヒミツのここたま（企画）

2017年
- BanG Dream!（企画）
- アイドル×戦士 ミラクルちゅーんず!（企画）
- 100%パスカル先生（製作）
- プリプリちぃちゃん!!（製作）
- トミカハイパーレスキュー ドライブヘッド 機動救急警察（エグゼクティブプロデューサー）
- アトム ザ・ビギニング（企画）

2018年
- 魔法×戦士 マジマジョピュアーズ!（企画）
- 妖怪ウォッチ シャドウサイド（スーパーバイザー）

2019年
- MIX（スーパーバイザー）

### 劇場映画
1998年
- 劇場版ポケットモンスター ミュウツーの逆襲（アニメーションプロデューサー）

1999年
- 劇場版ポケットモンスター 幻のポケモン ルギア爆誕（アニメーションプロデューサー）

2000年
- 劇場版ポケットモンスター 結晶塔の帝王 ENTEI（アニメーションプロデューサー）

2001年
- 劇場版ポケットモンスター セレビィ 時を超えた遭遇（アニメーションプロデューサー）

2002年
- 劇場版ポケットモンスター 水の都の護神 ラティアスとラティオス（アニメーションプロデューサー）

2003年
- 劇場版ポケットモンスター アドバンスジェネレーション 七夜の願い星 ジラーチ（アニメーションプロデューサー）

2004年
- 劇場版ポケットモンスター アドバンスジェネレーション 裂空の訪問者 デオキシス（アニメーションプロデューサー）

2005年
- 劇場版ポケットモンスター アドバンスジェネレーション ミュウと波導の勇者 ルカリオ（アニメーションプロデューサー）

2006年
- 劇場版ポケットモンスター アドバンスジェネレーション ポケモンレンジャーと蒼海の王子 マナフィ（アニメーションプロデューサー）
- 劇場版 どうぶつの森（アニメーションプロデューサー）

2007年
- 劇場版ポケットモンスター ダイヤモンド&パール ディアルガVSパルキアVSダークライ（アニメーションプロデューサー）
- えいがでとーじょー! たまごっち ドキドキ! うちゅーのまいごっち!?（エグゼクティブプロデューサー）

2008年
- 劇場版ポケットモンスター ダイヤモンド&パール ギラティナと氷空の花束 シェイミ（アニメーションプロデューサー）
- 映画! たまごっち うちゅーいちハッピーな物語!?（チーフプロデューサー）

2009年
- 劇場版ポケットモンスター ダイヤモンド&パール アルセウス 超克の時空へ（アニメーションプロデューサー）
- レイトン教授と永遠の歌姫（プロデューサー）

2010年
- 劇場版ポケットモンスター ダイヤモンド&パール 幻影の覇者 ゾロアーク（OLM製作委員）

2012年
- ももへの手紙（製作）

2013年
- 劇場版ポケットモンスター ベストウイッシュ 神速のゲノセクト ミュウツー覚醒（OLM製作委員）

2014年
- 土竜の唄 潜入捜査官REIJI（製作、実写映画）

2016年
- テラフォーマーズ（製作、実写映画）
- ルドルフとイッパイアッテナ（製作）

2021年
- 妖怪大戦争 ガーディアンズ（製作）

### OVA
1991年
- スローステップ（COプロデューサー）
- 星くずパラダイス（COプロデューサー）
- 人魚の森（COプロデューサー）

1992年
- うしおととらシリーズ（-1993年、COプロデューサー）
  - うしおととら
  - うしおととらCD（コミカル・デフォルメ）劇場

1995年
- 負けるな!魔剣道（プロデューサー）

1996年
- ウェディングピーチDX（-1997年、企画）

1997年
- ぶっとび!!CPU（企画・製作）

2003年
- アーリーレインズ（アニメーションプロデューサー）

### ゲーム
2009年
- イナズマイレブン2 脅威の侵略者（アニメーションエグゼクティブプロデューサー）

2010年
- イナズマイレブン3 世界への挑戦!!（アニメーションエグゼクティブプロデューサー）